# 布賴恩 (德克薩斯州)
布賴恩（英語：Bryan）是美国德克萨斯州布拉索斯縣的一個城市，位於德州中部，是該縣縣治。面積112.3平方公里，2020年統計人口為83,980。它邻近位于其南部的大學城，它们一起被称为布莱恩-大学城大都会区，人口超过25万。

## 历史
布莱恩附近的地区是西班牙给予摩西奥斯汀的土地补助金的一部分。 奥斯丁的儿子斯蒂芬·奥斯汀 （ Stephen F. Austin ）帮助定居者到达该地区。 定居者之一是史蒂芬·奥斯汀的侄子威廉·乔尔·布莱恩 （ William Joel Bryan） 。 1866年， 布拉斯诺县的县城从布恩维尔改为布莱恩，邮局开放。 1867年，经内战造成的许多拖延之后 ，休斯敦和得克萨斯中央铁路公司（以前已经达到Millican ）终于到达了布莱恩。 在布赖恩南部，得克萨斯州A＆M学院于1876年开业，后来被称为大学站。 第二年，1877年， 布莱恩独立学区成立 。 布莱恩在全国其他地方继续取得进展，1889年向社区增添了电照明和水务。第五届布拉佐斯县法院建于1892年，到了世纪之交，1900年，国际大北方铁路在布赖恩停工了。
布鲁恩卡内基图书馆使用慷慨赠款10,000美元从安德鲁·卡内基 ，1902年开了大门。在1910年，该镇建立了一个城市铁路到大学站。 到1923年，线被放弃了。 第一个犹太人的礼拜场所，弗雷达犹太教堂，于1913年开放。  20世纪30年代，北奥克伍德镇与布莱恩合并。 现在布莱恩和大学站是“双胞胎”城市。 1936年6号州际公路建成，直通城镇。